# Зарва, Евгений Николаевич
Евге́ний Никола́евич За́рва (род. 12 декабря 1962, Рубцовск, Алтайский край) — советский и российский футболист. Играл на позиции нападающего и защитника. Завершив игровую карьеру, работает в нефтяной сфере, живёт в Тюмени.

## Биография
Евгений Николаевич Зарва родился 12 декабря 1962 года в городе Рубцовске Алтайского края.
Воспитанник ДЮСШ-2 рубцовского «Торпедо». Его тренерами были Виктор Алексеевич Кирюхин и Николай Васильевич Агафонов. Агафонов сформировал специализированный футбольный класс в общеобразовательной школе, практически все его воспитанники перешли в 9-10 классы городской школы № 7. Для участия в турнирах «Кожаный мяч» при школе была создана футбольная команда «Гренада». Команда дважды участвовала во Всесоюзных финалах «Кожаного мяча». Евгений Зарва играл на позиции защитника.
За первую команду клуба «Торпедо» (Рубцовск) выступал с 1980 по 1982 год, когда провёл 12 матчей во Второй лиге чемпионата СССР. С 4 июня 1982 года стал играть и на позиции нападающего.
В 1983 году начал играть за барнаульское «Динамо» и выступал за команду до 1984 года. Спортивное общество «Динамо» имело ведомственную принадлежность к органам внутренних дел и госбезопасности, для многих спортсменов игра за этот клуб засчитывалась как служба в армии. В этот период Зарва отличался высокой результативностью, забив во Второй лиге 39 голов в 46 сыгранных матчах.
В 1985 году Зарва стал игроком тюменского «Геолога». В составе этой команды в 1987 году дебютировал в Первой лиге. До 1989 года сыграл за «Геолог» 162 матча, в которых забил 70 голов.
В 1989 году Зарва перешёл в «Уралмаш», где вторым тренером работал Николай Агафонов. За клуб Зарва выступал 2 сезона (1 — во Второй, и 1 — в Первой лиге). В 1990 году на последнем тренировочном сборе получил тяжелую травму (разрыв связок).
В 1992 году Евгений Зарва вернулся в тюменскую команду, к тому времени переименованную в «Динамо-Газовик». Дебютировал в Высшей лиге чемпионата России 29 марта 1992 года в матче 1-го тура против «Текстильщика», заменив Андрея Власова за 6 минут до конца встречи
.
12 апреля того же года забил первый в своей карьере гол сильнейшем российском дивизионе (в ворота Олега Любельского из «Уралмаша»)
.
По итогам сезона 1992 тюменский клуб покинул Высшую лигу, в следующем сезоне выиграл Первый дивизион и вернулся, но Евгений Зарва в сезоне 1994 играл уже за «Сибирь» из Кургана во Втором дивизионе.
С 1994 по 1996 год Зарва выступал за клуб Второго дивизиона «Иртыш» (Тобольск), после чего завершил карьеру футболиста.
Затем выступал в Тюмени за команды ветеранов, а в 2001 году играл за «Тюмень-дубль».
Евгений Зарва никогда не хотел стать тренером и всегда открыто об этом говорил, поэтому, когда закончил с футболом занялся делом, не имеющим к игре никакого отношения. Живёт в Тюмени, но работает в нефтяной сфере на Севере, выезжая туда вахтовым методом.

## Достижения

### В качестве игрока
Первая лига СССР
- Бронзовый призёр: 1991.

Вторая лига СССР
- Чемпион (2): 1986 (финал Б), 1990 (зона «Центр»).

Чемпионат РСФСР
- Чемпион: 1986.

Кубок РСФСР
- Финалист: 1985.

Первая лига ПФЛ
- Победитель зоны «Восток»: 1993.

## Семья
Старший брат Виктор (род. 9 апреля 1960) — футболист.
Жена Тамара. Дочь Анна. Сын Дмитрий Зарва (англ. Dmitri Zarva) (род. 15 июня 1985) — футболист (нападающий)